# ألينبوي تشيلتون
ألينبوي تشيلتون (بالإنجليزية: Allenby Chilton)‏ مواليد 16 سبتمبر 1918 في إنجلترا - الوفاة 15 يونيو 1996، هو لاعب ومدرب كرة قدم إنجليزي سابق كان يلعب في مركز الدفاع. سبق له أن لعب في كأس العالم لكرة القدم مع منتخب بلاده. لعب خلال مسيرته 415 مباراة سجل خلالها 3 أهداف.

## المسيرة الاحترافية
بدأ تشيلتون مسيرته مع نادي سيهام كوليري قبل انضمامه إلى نادي ليفربول كهاوٍ في صيف عام 1938، لكنه لم يلعب مطلقًا مع النادي.
انتقل شيلتون إلى مانشستر يونايتد بعد فترة وجيزة في نوفمبر 1938 وشارك لأول مرة مع فريقه ضد تشارلتون أثليتيك في سبتمبر 1939. قطعت الحرب العالمية الثانية مسيرة تشيلتون المبكرة على الرغم من أنه شارك في مباريات مع نادي كارديف سيتي ونادي هارتلبول يونايتد ونادي ميدلزبره ونادي نيوكاسل يونايتد ونادي تشارلتون أثلتيك الذي ساعده على الفوز بنهائي كأس الحرب في عام 1944. خدم في مشاة دورهام لايت وشارك في نورماندي لاندز أيضا في عام 1944.
أسس تشيلتون دوره في المركز الأول في تشكيلة اليونايتد التي كان يقودها مات بسبي في فترة ما بعد الحرب وساعد يونايتد على الفوز في كأس الاتحاد الإنجليزي 1947-1948 وكان لاعبًا رئيسيًا في التشكيلة التي فازت ببطولة الدوري 1951-1952. كان تشيلتون قائد النادي خلال موسم 1953-1954. بعد أن فاته 13 مباراة فقط في تسعة مواسم في يونايتد ومع 175 مباراة متتالية طلب تشيلتون الراحة من أول نشاط للفريق في أوائل عام 1955. تم استبداله باللاعب مارك جونز، أحد لاعبي بسبي، ولم يعد إلى الفريق الأول.

### أندية لعب لها
- نادي ليفربول
- مانشستر يونايتد
- غريمسبي تاون

## المسيرة الإدارية

### نادي غريمسبي تاون
غادر نادي مانشستر يونايتد في مارس 1955 ليصبح مديرًا لنادي غريمسبي تاون حيث انضم إلى الفريق في وقت متأخر من موسم 1954-1955.

### نادي ويغان أثليتيك
استمر تشيلتون كمدير في لنادي غريمبسي تاون حتى أبريل 1959 عندما انتقل إلى نادي ويغان أثليتيك كمدير لموسم واحد خلال الفترة 1960-1961.

### نادي هارتلبولز يونايتد
انضم تشيلتون إلى هارتلبولز يونايتد لموسم 1961-1962 وأصبح مديرًا للنادي خلال 1962-1963.

## روابط خارجية
- ألينبوي تشيلتون على موقع الاتحاد الدولي (مؤرشف)  (الإنجليزية)
- ألينبوي تشيلتون على موقع قاعدة بيانات كرة القدم.إي يو (الإنجليزية)
- ألينبوي تشيلتون على موقع ناشيونال فوتبول تيمز (الإنجليزية)
- ألينبوي تشيلتون على موقع Soccerbase.com (لاعب) (الإنجليزية)
- ألينبوي تشيلتون على موقع Soccerway.com (الإنجليزية)
- ألينبوي تشيلتون على موقع عالم كرة القدم.نت (الإنجليزية)